# Ianva
«Ianva» — итальянский музыкальный коллектив, основанный в 2003 году в Генуе. Исполняет музыку в стилях неофолк и дарк-кабаре.

## История
Проект был основан в 2003 году по инициативе Мерси, уже бывшего участником различных локальных групп (Malombra, Il Segno del Comando, Helden Rune, Zess) и имевшего опыт работы в группах жанра метал (Spite Extreme Wing e Antropofagus).
В 2007 году группа выпустила EP «L’Occidente», содержащий 4 трека. Тогда же один из музыкантов — Аргенто решил оставить группу, чтобы посвятить себя университетской карьеры.
Их третья работа — «Italia: ultimo atto», выпущенная в 2009 году — это ещё один концептуальный альбом. Диск охватывает различные моменты итальянской истории.
В 2012 году выходит альбом «La mano di Gloria», которая рассказывает историю четырёх героев в борьбе против власти в апокалиптическом будущем. Концепт взят из одноимённого романа, автором которого также был Мерси (который в этом случае подписался настоящим именем, Ренато Карпането).
После сборника, содержащего 4 неизданные песни, под названием «Memento X-C» (2015), в 2017 году группа выпустила свой четвёртый студийный альбом, под названием «Canone Europeo», с участием Энрико Руджери.

## Дискография

### Студийные альбомы
- Disobbedisco! (2006, Antica Fonografia Il Levriero)
- Italia: Ultimo Atto (2009, Antica Fonografia Il Levriero)
- La Mano di Gloria (2012, Antica Fonografia Il Levriero/Alphasouth)
- La Ballata Dell’Ardito — Memento X-C (2015, Antica Fonografia Il Levriero)

### EP
- La ballata dell’ardito (2005, Antica Fonografia Il Levriero)
- L’Occidente (2007, Antica Fonografia Il Levriero)